# Manos Limpias
Das Colectivo de Funcionarios Públicos Manos Limpias, im Volksmund auch Sindicato Manos Limpias (deutsch Gewerkschaft Saubere Hände) oder einfach Manos Limpias genannt, ist eine spanische Gewerkschaft, die 1995 in Madrid als repräsentative Organisation für Beamte gegründet wurde.
Die Gewerkschaft wurde von dem spanischen Rechtsanwalt Miguel Bernad Remón gegründet, einer bekannten Persönlichkeit des spanischen Rechtsextremismus, der als Protegé von Blas Piñar während dessen Amtszeit als Parteisekretär der Parteien Fuerza Nueva und Frente Nacional seine politische Karriere startete. Der Name der Organisation geht auf die Justizbewegung Mani pulite in Italien zurück, die Anfang der 1990er Jahre von Antonio Di Pietro gegründet wurde.
Die New York Times und mehrere spanische Medien halten Manos Limpias für politisch rechtsextrem motiviert.  Die Organisation ist vor allem bekannt für ihre Rolle bei der Anklage gegen den spanischen Richter Baltasar Garzón, der trotz des spanischen Amnestie-Gesetzes Verbrechen gegen die Menschlichkeit des Franco-Regimes untersuchte und zum anderen für die Strafverfolgung angeblicher schwuler Anspielungen in einer Kinderfernsehsendung.

## Organisationsstruktur
Aktuell hat die Gewerkschaft nach eigenen Angaben über 6.000 Mitglieder, die je einen Jahresbeitrag von 60 Euro entrichten. Miguel Bernad ist das einzige Mitglied von Manos Limpias, das öffentlich bekannt ist. Am 26. April 2016 teilte er mit, dass er die Gewerkschaft auflösen wolle. Nach Meinung der New York Times hat die Gewerkschaft seit 2009 keine institutionelle Vertretung mehr.

## Soziale und politische Ziele
Das selbsterklärte Ziel von Manos Limpias ist die Verteidigung des Rechtsstaates gegen Korruption und separatistischen Nationalismus (siehe Der Franquismus und die nichtkastilischen Gebiete Spaniens). Manos Limpias erklärt sich als parteiunabhängig und behauptet, keine ideologische Zugehörigkeit zu haben. Die überwiegende Mehrheit der von ihnen vor Gericht gebrachten Klagen richtete sich jedoch durchweg gegen die sozialliberale rechte Mitte oder gegen die nationalistische rechte Mitte in Katalonien und im Baskenland, sowie gegen die rechtsgerichtete Partido Popular. Die Gruppe wurde von den Medien oft als rechtsextreme Beamtenorganisation bezeichnet, was zurückzuführen ist auf die Wahl ihrer Gerichtsverfahren und die frühere Mitgliedschaft von Herrn Bernad in der rechtsextremen Partei Fuerza Nueva in den frühen achtziger Jahren.

## Öffentlicher Charakter
Die Sektion 10 des spanischen Provinzialgerichts Audiencia Provincial de Barcelona hat in einem Urteil vom 23. März 2015 eine frühere Erklärung bestätigt, in der Manos Limpias daran erinnert wird, dass das Gesetz das Recht auf Privatklage nur privaten Einrichtungen einräumt, nicht aber öffentlichen.
Das Urteil kommt zu dem Schluss, dass es sich bei Manos Limpias um eine „quasi-öffentliche Organisation handelt, obwohl ihre Verfassung auf einer privaten Grundlage beruht“, und fügt hinzu: „Ihre Bedeutung und ihr rechtlicher Charakter sind öffentlich“, und dass „wir mit zwei eindeutigen Schlussfolgerungen konfrontiert sind: Manos Limpias ist eine Gewerkschaft und außerdem konzentriert sich ihre Tätigkeit auf den Bereich des öffentlichen Dienstes.“
Da sich die Tätigkeit der Gewerkschaft auf den Verwaltungsbereich konzentriert, ist Manos Limpias nach Ansicht des Gerichts nicht legitimiert, die Rolle zu ersetzen, die das Gesetz der Staatsanwaltschaft zuweist: die Verteidigung des Allgemeinwohls.

## Anfechtung der Anklage wegen Unterschlagung und Geldwäsche
Die Madrider Staatsanwaltschaft für Wirtschaftskriminalität ermittelt gegen den Präsidenten von Manos Limpias, Miguel Bernad, und deren Anwältin Virginia Lopez Negrete wegen mutmaßlicher Veruntreuung von Geldern und Geldwäsche. Die Staatsanwaltschaft glaubt, dass Miguel Bernad und die Anwältin Virginia Lopez für die Gewerkschaft Geld unterschlagen haben könnten, indem sie vom Forum und Auktionshaus Afinsa Gelder erpresst haben im Zusammenhang mit der Verfolgung von Betrugsdelikten.

## Ermittlungen des Obersten Gerichtshofs
Im Februar 2015 startete die Strafkammer des Obersten Gerichtshofs Spaniens eine Untersuchung gegen Manos Limpias, da sie der Ansicht war, dass ein Verfahrensmissbrauch vorliegen könnte. In ihrer Urteilsverkündung heißt es: „Es ist nicht zulässig, dass ein Verfahrensbeteiligter, der mit dem Urteil unzufrieden ist, nicht mit einem Rechtsmittel, sondern mit einer unbegründeten Beschwerde reagiert.“ Das Gericht fügt hinzu: „Sollte sich diese Art von Reaktion verbreiten, würde sie das Klima der Sicherheit und Ruhe untergraben, das ein Gericht umgeben sollte, wenn es über einen Fall zu entscheiden hat.“

## Ermittlungen wegen Betrugs und Erpressung
Die Abteilung für Wirtschaftskriminalität und Steuerhinterziehung (Idefix) der spanischen Nationalpolizei ermittelt seit Ende 2014 gegen Manos Limpias und Ausbanc (Asociación de Usuarios de Servicios Bancarios), einen Rechtsberatungsdienst für Bankkunden. Der Vorwurf lautet, dass Manos Limpias und Ausbanc sich über Jahre hinweg abgestimmt hätten, um gegen alle Unternehmen und Institutionen Strafanzeigen einzureichen und dann hohe Geldbeträge als Gegenleistung für die Rücknahme der Anzeigen zu verlangen. Die Ermittlungen werden vom Nationalen Spanischen Gerichtshof geleitet und richten sich vor allem gegen den Präsidenten der Ausbanc, Miguel Bernad und Virginia López Negrete.
Es gibt Berichte von Mitarbeitern und mehreren Opfern des mutmaßlichen Komplotts. Eines der Opfer saß im „Fall Nóos“ auf der Anklagebank. Ein weiterer untersuchter Sachverhalt ist der plötzliche Rückzug einer Anzeige gegen einen der Beteiligten, „weil sie das Erpressungsgeld bereits kassiert hatten“.
Der Präsident von Ausbanc, Luis Pineda, und der Generalsekretär von Manos Limpias, Miguel Bernad, pflegten eine jahrelange Freundschaft und wurden seitens der links gerichteten spanischen Presse mit rechtsextremen Kreisen in Verbindung gebracht.
Im Dezember 2017 beantragte die Staatsanwaltschaft in ihrer Anklageschrift Haftstrafen für die elf Angeklagten in diesem Fall und die Auflösung der Gewerkschaft sowie aller Unternehmen der Ausbanc-Gruppe wegen Betrug, Geldwäsche, Erpressung, Bedrohung, unlauterer Verwaltung, Subventionsbetrug und Mitgliedschaft in einer kriminellen Vereinigung. Konkret forderte sie 24 Jahre und 10 Monate Gefängnis für Bernad und 11 Jahre und 11 Monate für López Negrete.

## Gerichtsverfahren
Manos Limpias haben einige juristische Erfolge erzielt, wie z. B. die Verurteilung des Präsidenten des baskischen Parlaments, Juan Maria Atutxa, wegen Missachtung des Gerichts, da er sich der Aufforderung des Obersten Gerichtshofs widersetzt hatte, die Sozialista Abertzaleak, den politischen Flügel der ETA, aufzulösen.
Manos Limpias erlangten in der internationalen Presse eine fragwürdige Berühmtheit, als sie 2008 Klage gegen den spanischen Untersuchungsrichter Baltasar Garzón wegen dessen Ermittlungen zu Kriegsverbrechen während des Spanischen Bürgerkriegs eingereicht hatten. Seine Ermittlungen wurden eingestellt, weil sich die Auffassung durchsetzte, dass diese gegen das Amnestiegesetz von 1977 verstoßen und den Grundsatz des „Rückwirkungsverbots“ von Gesetzen verletzen würden. Das Oberste Spanische Gericht brach damit mit internationaler Rechtssprechung (u. a. Art. 7 Abs. 2 der Europäischen Menschenrechtskonvention). Manos Limpias argumentierte, dass der spanische Bürgerkrieg vor 1940 stattfand, während das Konzept der Verbrechen gegen die Menschlichkeit erst 1945 in das Völkerrecht aufgenommen wurde. Ein Element der Rückwirkung war damals jedoch ausdrücklich vorgesehen. Andernfalls hätte man auch die deutschen Kriegsverbrechen der Nazizeit von 1933 bis 1945 nicht vor Gericht stellen können. Die Aufklärung und Ahndung der Verbrechen des Franquismus wurde unmöglich gemacht.
Manos Limpias beschuldigten Garzóns, gegen das Amnestiegesetz von 1977 zu verstoßen, sowie seine Kompetenzen als Untersuchungsrichter der Audiencia Nacional überschritten und bewusst ungerecht und unfair gehandelt zu haben (Garzón hatte 1998 eine ähnliche Anklage gegen den kommunistischen Politiker Santiago Carrillo, dem Verbrechen gegen die Menschlichkeit während des Spanischen Bürgerkriegs vorgeworfen wurde, unter Berufung auf den Grundsatz der Irretroaktivität abgewiesen). Im Mai 2009 gab der Oberste Gerichtshof der Klage von Manos Limpias gegen Garzón wegen Amtsmissbrauchs statt. Im Jahr 2010 wurde Garzón bis zum Abschluss des Verfahrens als Richter suspendiert. Am 27. Februar 2012 befand der Oberste Gerichtshof Spaniens Garzón in den genannten Anklagepunkten für unschuldig. Die Vereinten Nationen hatten Spanien bereits 2008 aufgefordert, das Amnestiegesetz von 1977 aufzuheben. Es ist jedoch weiter in Kraft.
In einem Interview mit dem katholischen Radiosender COPE behauptete Miguel Bernad zum Zeitpunkt der Anklageerhebung, dass der Oberste Gerichtshof mit der Zulassung der jüngsten Klage gegen Garzón seiner Aufgabe, gegen den derzeitigen „Verfall der Rechtsstaatlichkeit“ zu kämpfen, Nachdruck verliehen habe. Zuvor hatte Manos Limpias rund zwanzig Versuche unternommen, Garzón wegen verschiedener angeblicher Vergehen zu belasten, darunter: Nachlässigkeit oder Verzögerung bei der Beschlagnahmung von Kneipen, die von ETA-Kämpfern genutzt wurden; wegen eines Beitrags für die führende Mitte-Links-Zeitung El País; wegen eines Interviews mit dem ehemaligen Parlamentspräsidenten Felipe González; wegen der Teilnahme an einer Kundgebung gegen den Irak-Krieg; und wegen der Weitergabe des medizinischen Gutachtens von Augusto Pinochet.
Eine weitere Beschwerde seitens Manos Limpias betraf die angebliche Werbung für die Homo-Ehe in einer TV-Puppenshow namens „Los Lunnis“ für Kinder.
Manos Limpias reichten mit Hilfe der Anwältin Virginia Lopez Negrete als Einzige eine Anklage wegen Steuerbetrugs gegen die spanische Prinzessin Cristina ein. Als Folge wurde daraufhin Miguel Bernard Remon nebst 10 weiteren Personen der Organisation Anfang April 2016 vorübergehend festgenommen. In einer Erklärung der Polizei hieß es, dass 11 Personen im Rahmen von Ermittlungen festgenommen wurden, die sich darauf konzentrierten, ob Manos Limpias in einigen Fällen Anklage erhoben hatte, um sie später gegen eine Geldzahlung zurückzuziehen. In der Erklärung wurde Cristinas Fall nicht erwähnt. Am 17. Februar 2017 wurde Prinzessin Cristina von der Anklage freigesprochen, während ihr Ehemann zu einer Freiheitsstrafe von sechs Jahren und drei Monaten verurteilt wurde.